# Tournée de l'équipe des Lions britanniques et irlandais de rugby à XV en 1997
Les Lions britanniques et irlandais, (auparavant appelés Lions britanniques) ou plus couramment appelés Lions, se déplacent en Afrique du Sud lors d'une tournée organisée en 1997 avec pour points d'orgue trois test-matchs contre l'équipe d'Afrique du Sud. 
35 joueurs participent à cette tournée, sous la conduite de leur capitaine, Martin Johnson. L'équipe en tournée est dirigée par Fran Cotton (manager), Ian McGeechan (entraîneur principal), Jim Telfer (assistant).
L'équipe des Lions gagne deux des trois tests et, pour la première fois depuis la tournée de 1974, remporte une série sur le sol sud-africain.

## L'équipe des Lions britanniques et irlandais de 1997

### Le groupe de la tournée
La liste suivante indique les joueurs retenus pour participer à la tournée organisée en 1997.
| Joueur             | Poste                  | Club               | Équipe nationale |
| ------------------ | ---------------------- | ------------------ | ---------------- |
| Paul Wallace       | Pilier                 | Saracens           | Irlande          |
| Jason Leonard      | Pilier                 | Harlequins         | Angleterre       |
| Graham Rowntree    | Pilier                 | Leicester Tigers   | Angleterre       |
| Tom Smith          | Pilier                 | Watsonians RFC     | Écosse           |
| Dai Young          | Pilier                 | Cardiff RFC        | Pays de Galles   |
| Mark Regan         | Talonneur              | Bristol            | Angleterre       |
| Barry Williams     | Talonneur              | Neath RFC          | Pays de Galles   |
| Keith Wood         | Talonneur              | Harlequins         | Irlande          |
| Jeremy Davidson    | Deuxième ligne         | London Irish       | Irlande          |
| Martin Johnson     | Deuxième ligne         | Leicester Tigers   | Angleterre       |
| Simon Shaw         | Deuxième ligne         | Bristol            | Angleterre       |
| Doddie Weir        | Deuxième ligne         | Newcastle          | Écosse           |
| Neil Back          | Troisième ligne aile   | Leicester Tigers   | Angleterre       |
| Lawrence Dallaglio | Troisième ligne centre | London Wasps       | Angleterre       |
| Richard Hill       | Troisième ligne aile   | Saracens           | Angleterre       |
| Eric Miller        | Troisième ligne aile   | Leicester Tigers   | Irlande          |
| Scott Quinnell     | Troisième ligne centre | Richmond           | Pays de Galles   |
| Tim Rodber         | Troisième ligne        | Northampton Saints | Angleterre       |
| Rob Wainwright     | Troisième ligne aile   | Watsonians RFC     | Écosse           |

| Joueur          | Poste            | Club                   | Équipe nationale |
| --------------- | ---------------- | ---------------------- | ---------------- |
| Matt Dawson     | Demi de mêlée    | Northampton Saints     | Angleterre       |
| Austin Healey   | Demi de mêlée    | Leicester Tigers       | Angleterre       |
| Rob Howley      | Demi de mêlée    | Cardiff RFC            | Pays de Galles   |
| Paul Grayson    | Demi d'ouverture | Northampton Saints     | Angleterre       |
| Gregor Townsend | Demi d'ouverture | Northampton Saints     | Écosse           |
| Allan Bateman   | Centre           | Richmond Football Club | Pays de Galles   |
| Scott Gibbs     | Centre           | Swansea RFC            | Pays de Galles   |
| Will Greenwood  | Centre           | Leicester Tigers       | Angleterre       |
| Jeremy Guscott  | Centre           | Bath                   | Angleterre       |
| Alan Tait       | Centre           | Newcastle              | Écosse           |
| Nick Beal       | Ailier           | Northampton Saints     | Angleterre       |
| John Bentley    | Ailier           | Newcastle              | Angleterre       |
| Ieuan Evans     | Ailier           | Llanelli RFC           | Pays de Galles   |
| Tony Underwood  | Ailier           | Newcastle              | Angleterre       |
| Neil Jenkins    | Arrière          | Pontypridd RFC         | Pays de Galles   |
| Tim Stimpson    | Arrière          | Newcastle              | Angleterre       |

## Résultats
|          | Date             | Opposition          | Lieu                                 | Résultat | Score |
| -------- | ---------------- | ------------------- | ------------------------------------ | -------- | ----- |
| Match 1  | 24 mai 1997      | Eastern Province XV | Boet Erasmus Stadium, Port Elizabeth | Victoire | 39–11 |
| Match 2  | 28 mai 1997      | Border              | Basil Kenyon Stadium, East London    | Victoire | 18–14 |
| Match 3  | 31 mai 1997      | Western Province    | Newlands, Le Cap                     | Victoire | 38–21 |
| Match 4  | 4 juin 1997      | Mpumalanga          | Johann van Riebeeck Stadium, Witbank | Victoire | 64–14 |
| Match 5  | 7 juin 1997      | Northern Transvaal  | Loftus Versfeld, Pretoria            | Victoire | 30–35 |
| Match 6  | 11 juin 1997     | Gauteng Lions       | Ellis Park, Johannesburg             | Victoire | 20–14 |
| Match 7  | 14 juin 1997     | Sharks              | King's Park, Durban                  | Victoire | 42–12 |
| Match 8  | 17 juin 1997     | Emerging Springboks | Boland Stadium, Wellington           | Victoire | 51–22 |
| Match 9  | 21 juin 1997     | Afrique du Sud      | Newlands, Le Cap                     | Victoire | 25–16 |
| Match 10 | 24 juin 1997     | Free State          | Free State Stadium, Bloemfontein     | Victoire | 52–30 |
| Match 11 | 28 juin 1997     | Afrique du Sud      | King's Park, Durban                  | Victoire | 18–15 |
| Match 12 | 1er juillet 1997 | Northern Free State | Noord-wes Stadium, Welkom            | Victoire | 67–39 |
| Match 13 | 5 juillet 1997   | Afrique du Sud      | Ellis Park, Johannesburg             | Défaite  | 35-16 |

## Résultats des test-matchs
| No | Date           | Lieu                                            | Match                               | Score   | Compétition |
| -- | -------------- | ----------------------------------------------- | ----------------------------------- | ------- | ----------- |
| 1  | 21 juin 1997   | Newlands Stadium, Le Cap Afrique du Sud         | Afrique du Sud – Lions britanniques | 16 – 25 | test-match  |
| 2  | 28 juin 1997   | Kings Park Stadium, Durban Afrique du Sud       | Afrique du Sud – Lions britanniques | 15 – 18 | test-match  |
| 3  | 5 juillet 1997 | Ellis Park Stadium, Johannesburg Afrique du Sud | Afrique du Sud – Lions britanniques | 35 – 16 | test-match  |